# Brachicoma longicornis
Brachicoma longicornis är en tvåvingeart som först beskrevs av Wulp 1890.  Brachicoma longicornis ingår i släktet Brachicoma och familjen parasitflugor. Inga underarter finns listade.